# Gara Cernăuți
Gara Cernăuți (în ucraineană Залізничний вокзал, transliterat: Zaliznîcinîi vokzal) este o gară care deservește orașul Cernăuți (în prezent parte a Ucrainei).